# Міжгалактична зоря
Міжгалакти́чна зоря́ (також відома як зоря внутрішнього скупчення, мандрівна зоря чи зоря-ізгой) — це зоря, гравітаційно не пов'язана з жодною галактикою.
Незважаючи на те, що наприкінці 1990-х років міжгалактичні зорі були джерелом численних дискусій у науковому співтоваристві, зараз уважається, що міжгалактичні зорі виникли в галактиках, як і інші зорі, перш ніж їх викинуло в результаті зіткнення галактик або проходження близько повз надмасивної чорної діри, що розташовані в центрі багатьох галактик.

## Відкриття
Гіпотеза про те, що зорі існують лише в галактиках, була спростована в 1997 році з відкриттям міжгалактичних зір. Перші були виявлені в скупченні галактик Діви, де, як припускають, зараз існує близько одного трильйона.

## Спостереження
...